# 氧化钆
氧化钆，化学式Gd2O3。

## 性质
白色无味无定形粉末，不溶于水，溶于酸。露置于空气中时易吸收空气中的水分和二氧化碳而变质。

## 制备
以独居石或混合稀土矿为原料，经萃取等纯化步骤，制得钐钆混合稀土溶液。用草酸沉淀出草酸钆，经分离、烘干、灼烧，制得氧化钆。
{\displaystyle {\rm {\ Gd_{2}(C_{2}O_{4})_{3}\rightarrow Gd_{2}O_{3}+3CO_{2}+3CO}}}

## 用途
用作钇铝和钇铁石榴石掺入剂、医疗器械中的增感荧光材料、核反应堆控制材料、金属钆的制取原料、制磁泡材料和光学棱镜添加剂等。